# 7-я армия (СССР)
7-я армия (7А) (с 25 сентября 1941 по февраль 1944 года 7-я отдельная армия) — оперативное войсковое объединение (армия, общевойсковая) РККА в составе Вооружённых Сил СССР до и во время Великой Отечественной войны.

## Советско-финская война (1939—1940)

### Формирование
Первый раз управление 7-й армии сформировано 14 сентября 1939 года  на базе управления Калининского военного округа. Однако уже на следующий день приказом наркома обороны СССР армия передана в Ленинградский военный округ. По директиве наркома от 25 сентября 1939 года армия получила задачу на развёртывание вдоль границы с Латвией, местом дислокации управления армии назначен город Идрица. Командующим войсками был назначен командарм 2-го ранга В. Ф. Яковлев. В ноябре 1939, незадолго до Советско-финской войны 1939 года, армия получила приказ о переброске на Карельский перешеек. К концу ноября включала в себя управление армии, 19-й, 50-й стрелковые корпуса, имевших в своём составе 24, 43, 49, 70, 90, 123, 138, 142 и 150-ю стрелковую дивизию, три танковых бригады, шесть артполков РГК, три артдивизиона большой мощности РГК и части усиления (в ходе выдвижения к границе находился 10-й танковый корпус, 138-я стрелковая дивизия и 20-я танковая бригада), а также 16 отдельных артиллерийских полков. ВВС армии имели в своем составе 1-ю и 68-ю легкобомбардировочные, 16-ю скоростную бомбардировочную и 59-ю истребительную авиабригады, которые состояли из двенадцати авиаполков, а всего — 644 боевых (в другом источнике, разных типов) самолёта.
Тыловая граница армии проходила по линии Кушелевка, Белоостров. Базировалась 7-я армия — на железной дороге Ленинград — Териоки — Райвола. Распорядительная станция 7-й армии — Белоостров. К 11 января соединения армии базировались: 136 сд и 113 сд — на с/с Райвола, 50 ск и 10 тк на с/с Мустамяки, 19-й стрелковый корпус и 138 сд — на с/с Каннельярви, 10 ск и группа КаУР — с/с Териоки. Базирование войск 7-й армии к началу операции 10 февраля 1940 г. было определено: 10 ск — на с/с Мустамяки, 50 ск и 10 тк — на с/с Каннельярви, 19 ск — на с/с Лоунатйоки, 34 ск и 1-й горнострелковый корпус Финской народной армии (ФНА) — на с/с Местерьярви.

### Боевые действия
29 октября 1939 года Военный совет ЛВО представил на утверждение в НКО СССР «План операции по разгрому сухопутных и морских сил финской армии». Народный комиссар обороны СССР К. Е. Ворошилов утвердил этот план. Общий замысел плана операции состоял в следующем: «По получении приказа о наступлении наши войска одновременно вторгаются на территорию Финляндии на всех направлениях с целью растащить группировку сил противника и во взаимодействии с авиацией нанести решительное поражение финской армии».
В плане операции указывались сроки (нереальные), отведённые на проведение всей операции. В частности, для 7-й и 8-й армий они определялись в 10—15 дней, при среднем продвижении войск армий 10—12 км в сутки.
В оперативной директиве НКО СССР № 0205/оп от 17 ноября 1939 года, направленной Военному Совету ЛВО, содержались также и указания командованию 7-й армии. Соответственно Военный Совет ЛВО в своей директиве за № 4717сс/ов от 21 ноября 1939 года поставил боевые задачи 7-й, 8-й, 9-й и 14-й армиям и предупредил, что переход в наступление будет произведён только по получении особого приказа.
С началом операции (Зимней войны) 7-я армия в 8 часов 30 минут 30 ноября 1939 года после 30-минутной артиллерийской подготовки начала наступление, перейдя государственную границу СССР с Финляндией на Карельском перешейке в полосе 110 км, имея в своем составе 169 000 человек личного состава (л/с), 1286 орудий и 1490 танков.
С финской стороны ей противостояла армия «Перешеек» под командованием генерал-лейтенанта Х. Эстерона общей численностью л/с 133 000 человек с 349 полевыми и противотанковыми орудиями, 32 танками и 36 самолётами непосредственной поддержки.

30 ноября 1939 года командующий 7-й армией командарм 2-го ранга В. Ф. Яковлев располагал двумя стрелковыми и одним танковым корпусом. Корпуса должны были наступать по двум стратегически важным направлениям: выборгскому и кексгольмскому. 19-й стрелковый корпус комдива Старикова (24, 138, 70-я стрелковые дивизии, 20-я танковая бригада) наступал на Выборг. Корпус был усилен двумя гаубично-артиллерийскими полками и одним корпусным артиллерийским полком. 50-й стрелковый корпус комдива Гореленко (142-я и 90-я стрелковые дивизии, 35-я легкотанковая бригада) при поддержке двух приданных полков РГК наступал на Кякисалми.— Оболганная победа Сталина. Штурм линии Манергейма.
После неудачного начала наступления уже 9 декабря 1939 года В. Ф. Яковлев был смещён с должности командующего армией и на его место назначен командарм 2-го ранга К. А. Мерецков.
К 12 декабря части и соединения 7-й армии смогли преодолеть полосу обеспечения линии Маннергейма и выйти к переднему краю главной полосы обороны, но запланированный прорыв полосы с ходу не удался из-за явно недостаточных сил и плохой организации наступления. До конца декабря продолжались попытки прорыва, не принёсшие успеха. К концу декабря на фронте наступило относительное затишье. В течение всего января и начала февраля шло усиление войск, пополнение материальных запасов, переформирование частей и соединений. Для штурма линии Маннергейма был создан Северо-Западный фронт под командованием командарма 1 ранга Тимошенко и члена военного совета ЛенВО Жданова, куда вошли 7-я и 13-я армии. 
11 февраля 1940 года после десятидневной артподготовки началось новое наступление Красной Армии. В ходе трёхдневных напряжённых боёв войска 7-й армии прорвали первую полосу обороны линии Маннергейма, ввели в прорыв танковые соединения, которые приступили к развитию успеха. К 17 февраля части финской армии были отведены ко второй полосе обороны, поскольку создалась угроза окружения. К 21 февраля 7-я армия вышла ко второй полосе обороны. К 24 февраля части 7-й армии, взаимодействуя с береговыми отрядами моряков Балтийского флота, захватили несколько прибрежных островов. 28 февраля 7-я армия начала наступление в полосе от озера Вуокса до Выборгского залива. На заключительном этапе операции 7-я армия наступала в направлении на Выборг. Финны вынуждены были отступать. Пытаясь остановить наступление на Выборг, они открыли шлюзы Сайменского канала, затопив местность северо-восточнее города, но это тоже не помогло. 13 марта войска 7-й армии вошли в Выборг.
За весь период своей боевой деятельности в советско-финской войне 7-я армия потеряла 99 919 человек (59 % от первоначальной численности), из которых безвозвратные потери составили 18 459 человек, а санитарные потери — 81 460 человек, составив в абсолютном исчислении наибольшие потери среди л/с всех армий РККА, участвовавших в советско-финской войне. Это обстоятельство объясняется наибольшей численностью л/с 7-й армии, а также тем, что именно в полосе действий 7-й армии были достигнуты самые существенные успехи в советско-финской войне, и решена наиболее важная стратегическая задача группировки войск РККА.
После окончания советско-финской войны приказом Наркома обороны СССР № 0013 от 26 марта 1940 года управление 7-й армии было расформировано.

## Великая Отечественная война

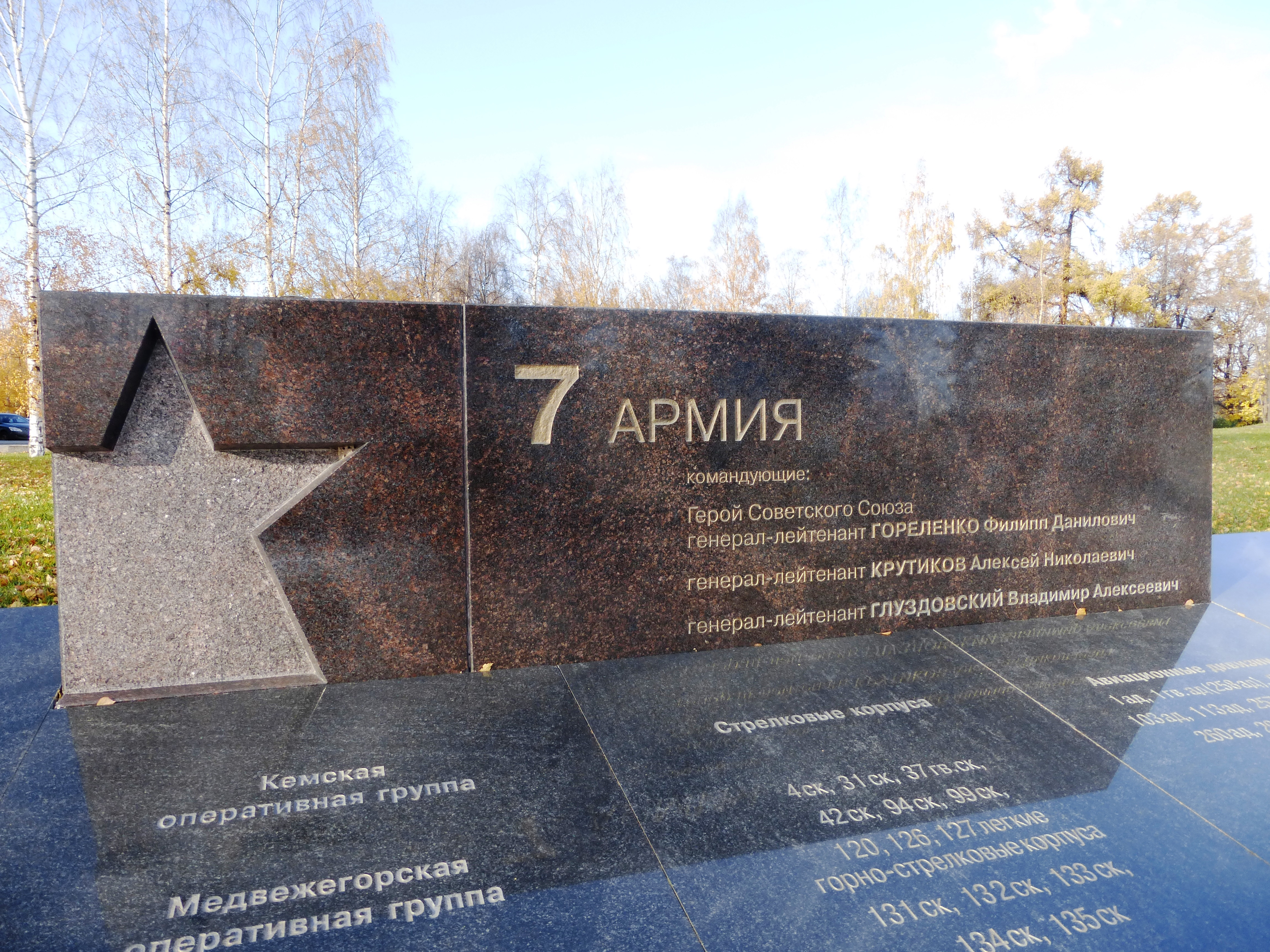
Фрагмент военно-мемориального комплекса Карельского фронта

### Формирование
Повторно управление 7-й армии было сформировано приказом Наркома обороны № 0050 от 18 сентября 1940 года на базе 56-го стрелкового корпуса с дислокацией в Петрозаводске.
Перед началом Великой Отечественной войны армия занимала оборону по государственной границе СССР севернее Ладожского озера.

### 1941 год
24 июня была включена в состав Северного фронта. С 1 июля её войска вели оборонительные бои в Карелии, отходя под ударами финских войск. К 30 июля армия оборонялась на рубеже Поросозеро, Шотозеро, р. Тулокса (в 25 км северо-западнее г. Олонец). С 27 августа армия была передана в состав Ленинградского, а с 1 сентября Карельского фронта.
В середине сентября её войска, оборонявшиеся на ухтинском и ребольском направлениях, были переданы в состав Кемской оперативной группы Карельского фронта. 25 сентября армия была выведена из состава Карельского фронта и переименована в 7-ю отдельную армию с подчинением Ставке ВГК. В середине октября её войска, действовавшие на медвежьегорском и кондопожском направлениях, были выделены в Медвежьегорскую оперативную группу Карельского фронта. С октября 1941 года до июня 1944 года армия обороняла рубеж по р. Свирь между Онежским и Ладожским озёрами.

### 1942 год
В апреле армией была проведена частная наступательная операция с задачей овладеть районом Подпорожья и закрепиться на правом берегу реки Свирь, создав плацдармы на случай дальнейших наступательных действий армии. Проведение операции 7-й армии предполагалось вести одновременно с операцией 32-й армии. Достичь в ходе операции указанных целей не удалось.

### 1944 год
С 21 июня армия в составе 37-го гвардейского, 4-го, 94-го и 99-го стрелковых корпусов, некоторых артиллерийских, танковых, инженерных и других соединений и частей участвовала в Свирско-Петрозаводской операции.
Утром 21 июня в полосе 7-й армии Карельского фронта, которой командовал генерал-лейтенант А. Н. Крутиков, началась мощная артиллерийская и авиационная подготовка. В первый же день операции войска 7-й армии при поддержке Ладожской военной флотилии, форсировав реку Свирь в районе Лодейное Поле, захватили плацдарм до 16 км по фронту и 8 км в глубину. Поддерживая их действия, авиация 7-й воздушной армии 21 июня совершила 642 боевых самолёто-вылета. На другой день плацдарм был значительно расширен.
При преодолении Свири в районе Лодейное Поле 21 июня совершили подвиг 12 воинов 300-го гвардейского стрелкового полка 99-й гвардейской стрелковой дивизии и 4 воина 296-го гвардейского стрелкового полка 98-й гвардейской стрелковой дивизии. Бродов здесь не было, а предстояло преодолеть водную преграду шириной 400 м под плотным огнём противника.
Перед началом форсирования реки главными силами командование фронта и армии решило дополнительно уточнить систему огня финнов. Для этого была создана группа из молодых бойцов-добровольцев. Замысел оправдался. При преодолении реки группой смельчаков противник открыл ожесточённый огонь. В результате были обнаружены многие его огневые точки. Несмотря на продолжавшийся обстрел, группа добралась до противоположного берега и закрепилась на нём. Своими самоотверженными действиями герои способствовали успешному форсированию реки главными силами. За подвиг Указом Президиума Верховного Совета СССР от 21 июля 1944 г. все 16 воинов были удостоены звания Героя Советского Союза.
Опасаясь полного разгрома войск олонецкой группировки, финское командование стало поспешно отводить их на вторую оборонительную полосу. Отступая, финские войска минировали и разрушали дороги, взрывали мосты, производили массовые завалы в лесах. Поэтому наступление войск фронта замедлилось. Ставка Верховного Главнокомандования в директиве от 23 июня выразила неудовлетворение низкими темпами их продвижения и потребовала более решительных действий. Фронт получил приказ главными силами 7-й армии развить наступление в направлении Олонец, Питкяранта и частью сил (не более одного стрелкового корпуса) — в направлении Коткозеро — Пряжа, с тем чтобы не допустить отхода на северо-запад группировки противника, действовавшей перед правым флангом армии, и во взаимодействии с 32-й армией, которая должна была наступать главными силами на Сувилахти и частью сил на Кондопогу, освободить Петрозаводск.
23 июня соединения 7-й армии произвели перегруппировку сил, подтянули артиллерию и приступили к прорыву второй полосы обороны. В этот же день Ладожская военная флотилия, которой командовал контр-адмирал В. С. Чероков, при поддержке авиации флота высадила в тылу олонецкой группировки противника, в междуречье Тулоксы и Видлицы десант в составе 70-й отдельной морской стрелковой бригады. 25 июня соединения 7-й армии освободили город Олонец. 27 июня передовые части 7-й армии, соединившись с десантом в районе Видлицы, начали преследовать противника в направлении Питкяранты. Частью сил армии продвигались к Петрозаводску. Наступая с севера и юга, они во взаимодействии с Онежской военной флотилией, которой командовал капитан 1 ранга Н. В. Антонов (например, см. Лахтинский десант), 28 июня освободили столицу Карело-Финской ССР Петрозаводск и полностью очистили от противника Кировскую (Мурманскую) железную дорогу на всём её протяжении. К 10 июля 7-я армия при поддержке Ладожской военной флотилии вышла в район Лоймола и заняла важный узел финской обороны — город Питкяранта. В конце сентября войска армии вышли на советско-финляндскую границу юго-западнее г. Сортавала. После заключения советско-финляндского соглашения о перемирии 8 октября армия была выведена в резерв фронта, а 15 ноября — в резерв Ставки ВГК.

### 1945 год
В начале января 1945 г. на основании приказа Ставки ВГК от 18 декабря 1944 г. армия расформирована, её полевое управление обращено на формирование полевого управления 9-й гвардейской армии.

## Командный состав

### Командующие
- Гореленко, Филипп Данилович (28.01 — 24.09.1941, 9.11.1941 — 4.07.1942);
- Мерецков, Кирилл Афанасьевич (24.09 — 9.11.1941);
- Трофименко, Сергей Георгиевич (4.07.1942 — 22.01.1943);
- Крутиков, Алексей Николаевич (23.01.1943 — 27.08.1944);
- Глуздовский, Владимир Алексеевич (27.08 — 7.12.1944).

### Члены Военного совета
- Зеленков, Марк Никанорович (13.06 — 8.11.1941);
- Куприянов, Геннадий Николаевич (26.06 - 3.09.1941);
- Васильев, Георгий Андрианович (13.12.1941 — 18.01.1944);
- Усенко, Алексей Степанович (18.01 — 7.12.1944);
- Савкин Виктор Георгиевич (24.04 - 7.12.1944)

### Начальники штаба
- Крутиков, Алексей Николаевич (11.1940 — 29.01.1943);
- Орлеанский, Виктор Павлович (29.01 — 16.11.1943);
- Пешехонцев, Михаил Игнатьевич (16.11.1943 — 19.05.1944);
- Панфилович, Михаил Игнатьевич (19.05 — 7.12.1944).

## Боевой состав

### Перечень соединений и воинский частей, входивших в состав армии
В разное время в состав армии входили:

#### Стрелковые и кавалерийские соединения
Корпуса
- 37-й гвардейский стрелковый корпус
- 4-й стрелковый корпус
- 94-й стрелковый корпус
- 99-й стрелковый корпус
- 127-й лёгкий горнострелковый корпус

Дивизии
- 98-я гвардейская стрелковая дивизия
- 99-я гвардейская стрелковая дивизия
- 100-я гвардейская стрелковая дивизия
- 18-я стрелковая дивизия
- 21-я стрелковая дивизия
- 37-я стрелковая дивизия
- 49-я стрелковая дивизия
- 54-я стрелковая дивизия
- 65-я стрелковая дивизия
- 67-я стрелковая дивизия
- 71-я стрелковая дивизия
- 114-я стрелковая дивизия
- 123-я стрелковая дивизия
- 135-я стрелковая дивизия
- 168-я стрелковая дивизия
- 221-я стрелковая дивизия
- 237-я стрелковая дивизия
- 272-я стрелковая дивизия
- 310-я стрелковая дивизия
- 313-я стрелковая дивизия
- 314-я стрелковая дивизия
- 327-я стрелковая дивизия
- 368-я стрелковая дивизия
- 3-я дивизия народного ополчения (Ленинград)
- Дивизия Ребольского направления

Бригады
- 1-я лёгкая стрелковая бригада
- 2-я лёгкая стрелковая бригада
- 3-я бригада морской пехоты
- 69-я морская стрелковая бригада
- 70-я морская стрелковая бригада
- 73-я морская стрелковая бригада
- 30-я лыжная бригада Карельского фронта
- 32-я лыжная бригада
- 33-я лыжная бригада

Отдельные полки и другие подразделения
- 9-й мотострелковый полк
- 24-й мотострелковый полк
- 452-й мотострелковый полк
- 719-й стрелковый полк
- 111-й отдельный лыжный батальон
- 119-й отдельный лыжный батальон
- 120-й отдельный лыжный батальон
- 189-й отдельный лыжный батальон
- 190-й отдельный лыжный батальон
- 191-й отдельный лыжный батальон
- 192-й отдельный лыжный батальон
- 31-й отдельный батальон морской пехоты

Укреплённые районы
- 26-й укреплённый район
- 150-й укреплённый район
- 162-й укреплённый район

#### Артиллерийские и миномётные соединения и части
Дивизии (с входящими подразделениями)
- 7-я артиллерийская дивизия
  - 9-я гвардейская пушечная артиллерийская бригада
  - 105-я гаубичная артиллерийская бригада большой мощности
  - 25-я гаубичная артиллерийская бригада
  - 11-я лёгкая артиллерийская бригада
  - 3-я миномётная бригада
- 40-я зенитная артиллерийская дивизия
  - 1407-й зенитный артиллерийский полк
  - 1411-й зенитный артиллерийский полк
  - 1415-й зенитный артиллерийский полк
  - 1527-й зенитный артиллерийский полк

Бригады
- 1-я гвардейская корпусная артиллерийская бригада
- 205-я армейская пушечная артиллерийская бригада
- 7-я гвардейская миномётная бригада
- 25-я гвардейская миномётная бригада
- 1-я миномётная бригада
- Петрозаводский бригадный район ПВО

Полки
- 149-й корпусной артиллерийский полк
- 633-й корпусной артиллерийский полк
- 1942-й корпусной артиллерийский полк
- 905-й горный корпусной артиллерийский полк
- 108-й гаубичный артиллерийский полк большой мощности
- 109-й гаубичный артиллерийский полк
- 480-й гаубичный артиллерийский полк
- 989-й гаубичный артиллерийский полк
- 1224-й гаубичный артиллерийский полк
- 1237-й пушечный артиллерийский полк
- 460-й истребительно-противотанковый артиллерийский полк
- 514-й истребительно-противотанковый артиллерийский полк
- 712-й истребительно-противотанковый артиллерийский полк
- 20-й гвардейский миномётный полк реактивной артиллерии
- 44-й гвардейский миномётный полк реактивной артиллерии
- 46-й гвардейский миномётный полк реактивной артиллерии
- 64-й гвардейский миномётный полк реактивной артиллерии
- 173-й миномётный полк
- 298-й миномётный полк
- 482-й миномётный полк
- 530-й миномётный полк
- 535-й миномётный полк
- 619-й миномётный полк
- 620-й миномётный полк
- 621-й миномётный полк
- 275-й зенитный артиллерийский полк
- 1650-й зенитный артиллерийский полк

Дивизионы и другие отдельные подразделения
- 331-й отдельный артиллерийский дивизион особой мощности
- 354-й отдельный тяжёлый пушечный артиллерийский дивизион
- Отдельный сводный артиллерийский дивизион 7-й отдельной армии
- 4-й дивизион 7-го гвардейского миномётного полка
- 45-й отдельный гвардейский миномётный дивизион
- 47-й отдельный миномётный батальон
- 48-й отдельный зенитный артиллерийский дивизион
- 54-й отдельный зенитный артиллерийский дивизион
- 65-й отдельный зенитный артиллерийский дивизион
- 208-й отдельный зенитный артиллерийский дивизион
- 268-й отдельный зенитный артиллерийский дивизион
- 616-й отдельный зенитный артиллерийский дивизион
- 3-й отдельный воздухоплавательный дивизион аэростатов артиллерийского наблюдения
- 12-я отдельная пушечная батарея

#### Танковые и механизированные соединения и части
Бригады
- 7-я гвардейская танковая бригада
- 29-я танковая бригада
- 46-я танковая бригада

Отдельные полки
- 70-й отдельный гвардейский танковый полк
- 2-й отдельный танковый полк
- 89-й отдельный танковый полк
- 92-й отдельный танковый полк

Отдельные танковые батальоны
- 51-й отдельный танковый батальон
- 106-й отдельный танковый батальон
- 363-й отдельный танковый батальон
- 431-й отдельный танковый батальон
- отдельный танковый батальон без номера

Отдельные самоходные полки
- 338-й гвардейский тяжёлый самоходно-артиллерийский полк
- 339-й гвардейский тяжёлый самоходно-артиллерийский полк
- 378-й гвардейский тяжёлый самоходно-артиллерийский полк
- 370-й гвардейский самоходно-артиллерийский полк
- 371-й гвардейский самоходно-артиллерийский полк
- 372-й гвардейский самоходно-артиллерийский полк

Отдельные батальоны и другие подразделения
- 4-й отдельный аэросанный батальон
- 14-й отдельный аэросанный батальон
- 15-й отдельный аэросанный батальон
- 16-й отдельный аэросанный батальон
- 18-й отдельный аэросанный батальон
- 23-й отдельный аэросанный батальон
- 28-й отдельный аэросанный батальон
- 29-й отдельный аэросанный батальон
- 30-й отдельный аэросанный батальон
- 31-й отдельный аэросанный батальон
- 38-й отдельный аэросанный батальон
- 40-й отдельный аэросанный батальон
- 47-й отдельный аэросанный батальон
- 64-й отдельный аэросанный батальон
- 275-й отдельный моторизованный батальон особого назначения
- 284-й отдельный моторизованный батальон особого назначения
- 44-й отдельный бронедивизион
- 7-й мотоциклетный полк

#### Авиация
Дивизии
- 55-я смешанная авиационная дивизия
- 257-я смешанная авиационная дивизия

Полки
- 4-й гвардейский бомбардировочный авиационный полк
- 716-й ближнебомбардировочный авиационный полк
- 238-й истребительный авиационный полк
- 415-й истребительный авиационный полк
- 427-й истребительный авиационный полк
- 524-й истребительный авиационный полк

Эскадрильи
- 119-я отдельная разведывательная авиационная эскадрилья
- 375-я отдельная авиационная эскадрилья связи

Звенья
- 69-е отдельное санитарное авиазвено

#### Инженерные и сапёрные части
Бригады
- 1-я моторизованная инженерная бригада
- 13-я штурмовая инженерно-сапёрная бригада
- 20-я моторизованная штурмовая инженерно-сапёрная бригада

Батальоны
- 18-й отдельный инженерный батальон
- 35-й отдельный инженерный батальон
- 36-й отдельный инженерный батальон
- 260-й отдельный инженерный батальон
- 733-й отдельный моторизованный инженерный батальон
- 30-й отдельный моторизованный понтонно-мостовой батальон
- 40-й отдельный понтонно-мостовой батальон
- 54-й отдельный моторизованный понтонно-мостовой батальон
- 55-й отдельный моторизованный понтонно-мостовой батальон
- 97-й отдельный моторизованный понтонно-мостовой батальон
- 18-й гвардейский отдельный батальон минёров
- 1-й гвардейский отдельный сапёрный батальон
- 184-й отдельный сапёрный батальон
- 261-й отдельный сапёрный батальон
- 877-й отдельный сапёрный батальон
- 1725-й отдельный сапёрный батальон

#### Огнемётные части
- 7-й отдельный огнемётный батальон
- 28-й отдельный огнемётный батальон ранцевых огнемётов
- 40-й отдельный огнемётный батальон ранцевых огнемётов

### Помесячный боевой состав армии
| Дата (в составе фронта)        | Участвовала в операции                                          | Стрелковые и кавалерийские соединения | Артиллерийские и миномётные соединения | Танковые и механизированные соединения                                                                 | Авиация                                    | Инженерные и сапёрные части                                         | Огнемётные части |
| ------------------------------ | --------------------------------------------------------------- | --- | --- | --- | ------------------------------------------ | ------------------------------------------------------------------- | ---------------- |
| 22.06.1941 (ЛВО)               | -                                                               | 54, 71, 168, 237 сд; 26 (Сортавальский) УР | 208 озад | - | 55 сад                                     | -                                                                   | -                |
| 01.07.1941 (Северный фронт)    | Стратегическая оборонительная операция в Заполярье и Карелии    | 54, 71, 168, 237 сд; 26 (Сортавальский) УР | Петрозаводский бригадный район ПВО | - | -                                          | 184 осб                                                             | -                |
| 10.07.1941 (Северный фронт)    | Стратегическая оборонительная операция в Заполярье и Карелии    | 54, 71, 168 сд; 26 (Сортавальский) УР | 47 оминб; Петрозаводский бригадный район ПВО | - | 55 сад                                     | 18 оиб, 184 осб                                                     | -                |
| 01.08.1941 (Северный фронт)    | Стратегическая оборонительная операция в Заполярье и Карелии    | 54, 71 сд, 3 сд НО, 3 бр. морской пехоты, 9, 24, 452 мсп | 108 гап б/м РГК, 47 оминб; Петрозаводский бригадный район ПВО | 2 тп, 7 мцп                                                                                            | 55 сад                                     | 18 оиб                                                              | -                |
| 01.09.1941 (Карельский фронт)  | Стратегическая оборонительная операция в Заполярье и Карелии    | 54, 71, 272 сд; Группа войск Петрозаводского направления: 9, 24 мсп; Группа войск южного направления: 3 сд НО, 3 бр. морской пехоты, 452 мсп, 719 сп; Ребольская сд                           | оаад; Петрозаводский бригадный район ПВО | 51, 106 отб, 44 отд. бронедивизион                                                                     | 55 сад                                     | 18 оиб, 40 пмб, 184 осб                                             | -                |
| 01.10.1941 (Отдельная)         | Стратегическая оборонительная операция в Заполярье и Карелии    | 37, 71, 272, 313 сд, 1 и 2 лёгкие сбр, Южная опер. группа: 21, 49, 67, 114, 314 сд, 3 бр. морской пехоты                                                                                      | 514 ап ПТО, 4/7 гв. мп, оаад (б/н), 48 озад | 46 тбр, 106 отб, 44 бронедивизион                                                                      | 238 иап                                    | 18 оиб, 40 пмб, 184 осб                                             | -                |
| 01.11.1941 (Отдельная)         | Оборона по рубежу реки Свирь                                    | 21, 67, 114, 272, 314 сд, 3 бр. морской пехоты | 1 минбр, 514 ап ПТО, оаад (б/н), 4/7 гв. мп, 48 озад | 46 тбр, 44 бронедивизион                                                                               | 55 сад, 238 иап                            | 18 оиб, 40 пмб, 184 осб                                             | -                |
| 01.12.1941 (Отдельная)         | Оборона по рубежу реки Свирь                                    | 21, 67, 114, 272, 314 сд, 3 бр. морской пехоты | 514 ап ПТО, 1 мин. бригада, оаад (б/н), 4/7 гв. мп, 48, 54, 65 озад | 44 бронедивизион                                                                                       | 55 сад                                     | 18 оиб, 40 пмб, 184 осб                                             | -                |
| 01.01.1942 (Отдельная)         | Оборона по рубежу реки Свирь                                    | 21, 67, 114, 272, 314 сд, 3 бр. морской пехоты | 514 ап ПТО, 1 минбр, 45 огв. мдн, 48, 54 озадн | - | 55 сад                                     | 18 оиб, 40 пмб, 184 осб                                             | -                |
| 01.02.1942 (Отдельная)         | Оборона по рубежу реки Свирь                                    | 21, 67, 114, 272, 314 сд, 69, 70, 73 морские сбр, 3 бр. морской пехоты | 480 гап, 514 ап ПТО, 45 огв. мдн, 48, 54 озадн | отб (б/н)                                                                                              | 55 сад                                     | 18 оиб, 40 пмб, 184 осб                                             | -                |
| 01.03.1942 (Отдельная)         | Оборона по рубежу реки Свирь                                    | 21, 67, 114, 272, 314 сд, 69, 70, 73 морские сбр, 3 бр. морской пехоты, 111, 119, 120, 189, 190, 191, 192 олыжб                                                                               | 109, 480 гап, 514 ап ПТО, 45 огв. мдн, 48, 54 озадн | отб (б/н), 4, 28 оаэсб                                                                                 | 4 гв. бап, 415, 427, 524 иап               | 18 оиб, 40 пмб, 184 осб                                             | -                |
| 01.04.1942 (Отдельная)         | Оборона по рубежу реки Свирь                                    | 21, 67, 114, 272, 314, 368 сд, 69, 70, 73 морские сбр, 3 бр. морской пехоты, 111, 119, 120, 189, 190, 191, 192 олыжб                                                                          | 109, 480 гап, 514 ап ПТО, 45 огв. мдн, 48, 54 озадн | 431 отб, 4, 18, 28 оаэсб                                                                               | 4 гв. бап, 415, 524 иап                    | 18 оиб, 40 пмб, 184 осб                                             | -                |
| 01.05.1942 (Отдельная)         | Оборона по рубежу реки Свирь                                    | 21, 67, 114, 272, 314, 368 сд, 69, 70, 73 морские сбр, 3 бр. морской пехоты, 111, 119, 120, 189, 190, 191, 192 олыжб, 150 УР                                                                  | 109, 480 гап, 460, 514, 712 ап ПТО, 46 гв. мп, 45 огв. мдн, 48, 54 озадн | 363, 431 отб, 4 оаэсб                                                                                  | 4 гв. бап, 415, 524 иап, 716 лбап          | 18 оиб, 40 пмб, 184 осб                                             | -                |
| 01.06.1942 (Отдельная)         | Оборона по рубежу реки Свирь                                    | 21, 67, 114, 272, 314, 368 сд, 69, 70,73 морские сбр, 3 бр. морской пехоты, 150, 162 УР | 109, 480, 1224 гап, 460, 514, 712 лап, 46, 64 гв. мп, 48, 54 озадн | 363, 431 отб                                                                                           | 4 гв. бап, 415, 524 иап, 716 лбап          | 1 гв., 261, 877 осб, 18 оиб, 40 пмб                                 | -                |
| 01.07.1942 (Отдельная)         | Оборона по рубежу реки Свирь                                    | 4 ск (114, 272, 368 сд),21, 67, 314 сд, 69, 70, 73 морские сбр, 3 бр. морской пехоты, 162 УР                                                                                                  | 109, 480, 1221 гап, 460, 514, 712 лап, 46 и 64 гв. мп, 48, 54 озадн | 363, 431 отб                                                                                           | 4 гв. бап, 415, 524 иап, 716 лбап          | 1 гв., 261, 877, 1725 осб, 18, 35, 36 оиб, 40 пмб                   | -                |
| 01.08.1942 (Отдельная)         | Оборона по рубежу реки Свирь                                    | 4 ск (272, 368 сд, 69 морская сбр), 21, 67, 114, 314 сд, 70, 73 морские сбр, 3 бр. морской пехоты, 162 УР                                                                                     | 109, 480, 1224 гап, 460, 514, 712 иптап, 46 и 64 гв. мп, 48, 54 озадн | 363, 431 отб                                                                                           | 4 гв. бап, 415, 524 иап, 716 лбап, 119 каэ | 1 гв., 261, 877, 1725 осб, 18, 35, 36 оиб, 40 пмб                   | -                |
| 01.09.1942 (Отдельная)         | Оборона по рубежу реки Свирь                                    | 4 ск (272, 368 сд, 69 морская сбр),21, 67, 114, 314 сд, 70, 73 морские сбр, 3 бр. морской пехоты, 162 УР                                                                                      | 109, 480, 1224 гап, 460, 514, 712 иптап, 46, 64 гв. мп, 48, 54 озадн | 363, 431 отб                                                                                           | 4 гв. бап, 415, 524 иап, 716 лбап, 119 каэ | 1 гв., 261, 877, 1725 осб, 18, 35, 36 оиб, 40 пмб                   | -                |
| 01.10.1942 (Отдельная)         | Оборона по рубежу реки Свирь                                    | 4 ск (21, 67, 114 сд), 272, 368 сд, 69, 70 морские сбр, 3 бр. морской пехоты, 162 УР | 109 гап, 460, 514 иптап, 46 и 64 гв. мп, 54, 616 озадн | 363, 431 отб                                                                                           | 415 иап, 716 лбап, 119 каэ                 | 1 гв., 877 осб, 18 гв.батальон минеров, 18, 35, 36, 260 оиб, 40 пмб | -                |
| 01.11.1942 (Отдельная)         | Оборона по рубежу реки Свирь                                    | 4 ск (21, 67, 114 сд), 272, 368 сд, 69, 70 морские сбр, 3 бр. морской пехоты, 162 УР | 109 гап, 460, 514 иптап, 46, 64 гв. мп, 54, 616 озадн | 363, 431 отб                                                                                           | 4 гв. бап, 415, 524 иап, 716 лбап, 119 каэ | 18 гв. батальон минеров, 1 гв., 878 осб, 18, 36, 260 оиб, 40 пмб    | -                |
| 01.12.1942 (Отдельная)         | Оборона по рубежу реки Свирь                                    | 4 ск (21, 67, 114 сд), 272, 368 сд, 69, 70 морские сбр, 3 бр. морской пехоты, 162 УР | 109 гап, 460, 514 иптап, 46, 64 гв. мп, 54, 616 озадн | 363, 431 отб, 14, 15, 16, 29, 30, 31 оаэсб                                                             | 4 гв. бап, 415, 524 иап, 716 лбап, 119 каэ | 18 гв. батальон минеров, 1 гв.,877 осб, 18, 36, 260 оиб, 40 пмб     | -                |
| 01.01.1943 (Отдельная)         | Оборона по рубежу реки Свирь                                    | 4 ск (272, 368 сд, 69 морская сбр), 21, 67, 114 сд, 70 морская сбр, 3 бр морской пехоты, 162 УР                                                                                               | 109 гап, 12 отд. пуш. батарея, 460, 514 иптап, 46 и 64 гв. мп, 54, 268, 616 озадн | 363, 431 отб, 14, 15, 16 оаэсб                                                                         | 4 гв. бап, 415, 524 иап, 716 лбап, 119 раэ | 1 гв. осб, 18 гв. батальон минеров, 18, 36, 260 оиб, 40 пмб         | -                |
| 01.02.1943 (Отдельная)         | Оборона по рубежу реки Свирь                                    | 4 ск (272, 368 сд, 69 морская сбр), 21, 67, 114 сд, 70 морская сбр, 3 бригада морской пехоты, 162 УР                                                                                          | 109 гап, 354 отпадн, 460, 514 иптап, 530 аминп, 46, 64 гв. мп, 54, 268, 616 озадн | 363, 431 отб, 14, 15, 16 оаэсб                                                                         | 4 гв. бап, 415, 524 иап, 716 лбап, 119 раэ | 1 гв. осб, 18 гв. батальон минеров, 18, 36, 260 оиб, 40 пмб         | -                |
| 01.03.1943 (Отдельная)         | Оборона по рубежу реки Свирь                                    | 4 ск (272, 368 сд, 69 морская сбр), 21, 67, 114 сд, 70 морская сбр, 3 бр. морской пехоты, 162 УР                                                                                              | 460, 514 иптап, 354 отпадн, 530 минп, 46, 64 гв. мп, 54, 268, 616 озадн | 363, 431 отб, 14, 15, 16 оаэсб                                                                         | 257 сад, 119 раэ                           | 1 гв. осб, 18 гв. батальон минеров, 18 оиб, 40 пмб                  | -                |
| 01.04.1943 (Отдельная)         | Оборона по рубежу реки Свирь                                    | 4 ск (272, 368 сд, 69 морская сбр), 21, 67, 114 сд, 70 морская сбр, 3 бр. морской пехоты, 162 УР                                                                                              | 460, 514 иптап, 354 отпадн, 530 минп, 46, 64 гв. мп, 54, 268, 616 озадн | 363, 431 отб, 14, 15, 16 оаэсб                                                                         | 257 сад, 119 раэ                           | 1 гв. осб, 18 гв. батальон минеров, 18 оиб, 40 пмб                  | -                |
| 01.05.1943 (Отдельная)         | Оборона по рубежу реки Свирь                                    | 4 ск (272, 368 сд, 69 морская сбр), 21, 67, 114 сд, 70 морская сбр, 3 бр. морской пехоты, 162 УР                                                                                              | 354 отпадн, 460, 514 иптап, 530 минп, 46, 64 гв. мп, 1650 зенап, 54, 268, 616 озадн | 363 отб, 14, 15, 16 оаэсб                                                                              | 257 сад, 119 раэ                           | 1 гв. осб, 18 гв. батальон минеров, 18 оиб, 40 пмб                  | -                |
| 01.06.1943 (Отдельная)         | Оборона по рубежу реки Свирь                                    | 4 ск (272, 368 сд, 69 морская сбр), 21, 67, 114 сд, 70 морская сбр, 3 бр. морской пехоты, 162 УР                                                                                              | 460, 514 иптап, 354 отпадн, 530 минп, 46, 64 гв. мп, 1650 зенап, 54, 268, 616 озадн | 363, 431 отб, 14, 15, 16 оаэсб                                                                         | 257 сад, 119 раэ                           | 1 гв. осб, 18 гв. батальон минеров, 18 оиб                          | -                |
| 01.07.1943 (Отдельная)         | Оборона по рубежу реки Свирь                                    | 4 ск (272, 368 сд, 69 морская сбр), 21, 67, 114 сд, 70 морская сбр, 3 бр. морской пехоты, 162 УР                                                                                              | 460, 514 иптап, 354 отпадн, 530 минп, 46, 64 гв. мп, 1650 зенап, 54, 268, 616 озадн | 363, 431 отб, 14, 16 оаэсб                                                                             | 257 сад, 119 раэ                           | 1 гв. осб, 18 гв. батальон минеров, 18 оиб                          | -                |
| 01.08.1943 (Отдельная)         | Оборона по рубежу реки Свирь                                    | 4 ск (272, 368 сд, 69 морская сбр), 21, 67, 114 сд, 70 морская сбр, 3 бр. морской пехоты, 162 УР                                                                                              | 460, 514 иптап, 354 отпадн, 530 минп, 46, 64 гв. мп, 1650 зенап, 54, 268, 616 озадн | 363, 431 отб, 14, 16 оаэсб                                                                             | 257 сад, 119 раэ                           | 1 гв. осб, 18 гв. батальон минеров, 18 оиб                          | -                |
| 01.09.1943 (Отдельная)         | Оборона по рубежу реки Свирь                                    | 4 ск (272, 368 сд, 69 морская сбр), 21, 67, 114 сд, 3 бр. морской пехоты, 70 морская сбр, 162 УР                                                                                              | 460, 514 иптап, 354 отпадн, 530 минп, 46, 64 гв. мп, 1650 зенап, 54, 268, 616 озадн | 363, 431 отб, 14, 16 оаэсб                                                                             | 257 сад, 119 раэ                           | 1 гв. осб, 18 гв. батальон минеров, 18 оиб                          | -                |
| 01.10.1943 (Отдельная)         | Оборона по рубежу реки Свирь                                    | 4 ск (272, 368 сд, 69 морская сбр), 21, 67, 114 сд, 3 бр. морской пехоты, 70 морская сбр, 162 УР                                                                                              | 460, 514 иптап, 354 отпадн, 530 минп, 46, 64 гв. мп, 1650 зенап, 54, 268, 616 озадн | 363, 431 отб, 14, 16 оаэсб                                                                             | 257 сад, 119 раэ                           | 1 гв. осб, 18 гв. батальон минеров, 18 оиб                          | -                |
| 01.11.1943 (Отдельная)         | Оборона по рубежу реки Свирь                                    | 4 ск (272, 368 сд, 69 морская сбр), 21, 67, 114 сд, 3 бр. морской пехоты, 70 морская сбр, 162 УР                                                                                              | 460, 514 иптап, 354 отпадн, 530 минп, 46, 64 гв. мп, 1650 зенап, 54, 268, 616 озадн | 363, 431 отб, 14, 16 оаэсб                                                                             | 257 сад, 119 раэ                           | 1 гв. осб, 18 гв. батальон минеров, 18 оиб                          | -                |
| 01.12.1943 (Отдельная)         | Оборона по рубежу реки Свирь                                    | 4 ск (272, 368 сд, 69 морская сбр), 21, 67, 114 сд, 3 бр. морской пехоты, 70 морская сбр, 162 УР                                                                                              | 460, 514 иптап, 354 отпадн, 530 минп, 46, 64 гв. мп, 1650 зенап, 54, 268, 616 озадн | 363, 431 отб, 14, 16 оаэсб                                                                             | 257 сад, 119 раэ                           | 1 гв. осб, 18 гв. батальон минеров, 18 оиб                          | -                |
| 01.01.1944 (Отдельная)         | Оборона по рубежу реки Свирь                                    | 4 ск (272, 368 сд, 69 морсбр), 21, 67, 114 сд, 3 брмп, 70 морсбр, 162 УР, 31 обмп | 354 отпадн, 460, 514 иптап, 530 минп, 46 и 64 гв. мп, 1650 зенап, 54, 268, 616 озадн | 363, 431 отб, 14, 16, 29, 30, 31 оаэсб                                                                 | 257 сад                                    | 1 гв. осб, 18 гв. батальон минеров, 18 оиб                          | 7 ооб            |
| 01.02.1944 (Отдельная)         | Оборона по рубежу реки Свирь                                    | 4 ск (21, 67, 114 сд), 272, 368 сд, 3 бр мп, 69, 70 морсбр, 31 обмп, 162 УР | 354 отпадн, 460, 514 иптап, 530 минп, 46 и 64 гв. мп, 1650 зенап, 54, 268, 616 озадн | 363, 431 отб, 14, 16, 23, 29, 30, 31, 38, 40, 47, 64 оаэсб                                             | 257 сад                                    | 1 гв. осб, 18 оиб                                                   | 7 ооб            |
| 01.03.1944 (Карельский фронт)  | Оборона по рубежу реки Свирь                                    | 4 ск (114, 272, 368 сд), 69, 70 морсбр, 3 брмп, 31 обмп, 162 УР | 354 отпадн, 460, 514 иптап, 530 минп, 46, 64 гв. мп, 1650 зенап, 54, 268, 616 озадн | 363, 431 отб, 14, 16, 23, 29, 30, 31, 38, 40, 47, 64 оаэсб                                             | 257 сад                                    | 1 гв. осб, 18 оиб                                                   | 7 ооб            |
| 01.04.1944 (Карельский фронт)  | Оборона по рубежу реки Свирь                                    | 4 ск (114, 272, 368 сд), 69, 70 морсбр, 3 брмп, 31 обмп, 150, 162 УР | 354 отпадн, 460, 514 иптап, 530 минп, 46, 64 гв. мп, 1650 зенап, 54, 268, 616 озадн | 363, 431 отб, 14, 16, 23, 29, 30, 31, 38, 40, 47, 64 оаэсб                                             | -                                          | 1 гв. осб, 18 оиб                                                   | 7 ооб            |
| 01.05.1944 (Карельский фронт)  | Оборона по рубежу реки Свирь                                    | 4 ск (114, 272, 368 сд), 69, 70 морсбр, 3 брмп, 31 обмп, 150, 162 УР | 354 отпадн, 460, 514 иптап, 530 минп, 46, 64 гв. мп, 1650 зенап, 54, 268, 616 озадн | 363, 431 отб, 14, 16, 23, 29, 30, 31, 38, 40, 47, 64 оаэсб                                             | -                                          | 1 гв. осб, 18 оиб                                                   | 7 ооб            |
| 01.06.1944 (Карельский фронт)  | Оборона по рубежу реки Свирь                                    | 4 ск (114, 272, 368 сд), 3 брмп, 69, 70 морсбр, 150, 162 УР, 31 обмп | 633 кпап, 354 отпадн, 460, 514 иптап, 530 минп, 46 и 64 гв. мп, 1650 зенап, 54, 268, 616 озадн | 89, 92 отп, 14, 16, 23, 29,30, 31, 38, 40, 47, 64 оаэсб                                                | -                                          | 1 гв. осб, 18 оиб                                                   | 7 ооб            |
| 01.07.1944 (Карельский фронт)  | Свирско-Петрозаводская операция Тулоксинская десантная операция | 4 ск (114, 272 сд, 70 морсбр, 3 брмп), 94 ск (135, 221, 327 сд), 99 ск (18, 65, 310 сд), 127 лгск (30, 32, 33 лыжбр), 37 гв. ск (98, 99 и 100 гв.сд), 368 сд, 69 морсбр, 31 обмп, 150, 162 УР | 7 адп (11 лабр, 9 гв., 17 пабр, 25 габр, 105 габр БМ, 3 минбр), 1 гв. кабр, 149, 633, 1942 кап, 905 горн. кап, 1237 пап, 989 гап, 460, 514 иптап, 331 оадн ОМ, 354 отпадн, 173, 298, 482, 530, 535, 619, 620, 621 минп, 7 и 25 гв. мбр, 20, 46 и 64 гв. мп, 3 овпдаан, 40 зенад (1407, 1411, 1415, 1527 зенап), 275, 1650 зенап, 54, 268, 616 озадн | 7 гв., 29 тбр, 70 гв., 89, 92 отп, 338, 339 и 378 гв.тсап, 370, 371 и 372 гв.сап, 275, 284 омб «ОСНАЗ» | -                                          | 1 мибр, 13, 20 шисбр, 1 гв. осапб, 18 оиб, 54, 55, 97 пмб           | 7, 28, 40 ооб    |
| 01.08.1944 (Карельский фронт)  | Свирско-Петрозаводская операция                                 | 4 ск (114, 272 сд), 37 гв. ск (98, 99 и 100 гв. сд), 99 ск (18, 65, 310 сд), 127 лгск (30, 32, 33 лыжбр), 150, 162 УР                                                                         | 7 адп (11 лабр, 9 гв., 17 пабр, 25 габр, 105 габр БМ, 3 минбр), 1 гв кабр, 149, 633, 1942 кап, 989 гап, 905 горн. кап, 460, 514 иптап, 331 оадн ОМ, 354 отпадн, 173, 298, 482, 530, 535, 619 минп, 7 и 25 гв. мбр, 20, 44, 46 и 64 гв. мп, 3 овпдаан, 40 зенад (1407, 1411, 1415, 1527 зенап), 1650 зенап, 54, 268, 616 озадн                       | 7 гв., 29 тбр, 70 гв., 89, 92 отп, 338, 339, 370, 371, 372 и 378 гв. тсап, 275, 284 омб «ОСНАЗ»        | -                                          | 13, 20 шисбр, 1 гв. осапб, 18 оиб, 54, 55 пмб                       | 7, 28, 40 ооб    |
| 01.09.1944 (Карельский фронт)  | -                                                               | 4 ск (114, 272 сд), 99 ск (18, 65, 310 сд), 30, 32 лыжбр, 150, 162 УР | 149, 633, 1942 кап, 989 гап, 460, 514 иптап, 482, 530, 535, 619 минп, 20, 46 и 64 гв. мп, 40 зенад (1407, 1415, 1527 зенап), 1650 зенап, 54, 268, 616 озадн | 7 гв. тбр, 89, 92 отп, 338 и 339 гв. тсап                                                              | -                                          | 20 шисбр, 1 гв. осапб, 18 оиб, 30 пмб                               | 7, 28 ооб        |
| 01.10.1944 (Карельский фронт)  | -                                                               | 4 ск (272, 310 сд), 18 сд, 30, 32 лыжбр, 150, 162 УР | 149 кап, 460, 514 иптап, 530 минп, 46 и 64 гв. мп, 1650 зенап, 54, 616 озадн | 92 отп, 338 гв. тсап                                                                                   | -                                          | 1 гв. осапб, 18, 733 оиб                                            | 7 ооб            |
| 01.11.1944 (Карельский фронт)  | -                                                               | 4 ск (272, 310 сд, 150 УР), 18 сд, 162 УР | 460, 514 иптап, 46 гв. мп, 1650 зенап, 54, 616 озадн | 92 отп, 338 гв. тсап                                                                                   | -                                          | 1 гв. осапб, 18 оиб                                                 | 7 ооб            |
| 01.12.1944 (Резерв Ставка ВГК) | -                                                               | 150, 162 УР | 205 пабр, 460, 514 иптап, 46 гв. мп, 1650 зенап, 54 озадн | 92 отп, 338 гв. тсап                                                                                   | -                                          | 1 гв. сапб, 18 оиб                                                  | 7 ооб            |
| 01.01.1945 (Резерв Ставка ВГК) | -                                                               | 150, 162 УР | 460 иптап, 46 гв. мп, 1650 зенап, 54 озадн | 338 гв. тсап                                                                                           | -                                          | 1 гв. сапб                                                          | 7 ооб            |